# Macrocoeloma
Macrocoeloma is een geslacht van kreeftachtigen uit de klasse van de Malacostraca (hogere kreeftachtigen).

## Soorten
- Macrocoeloma camptocerum (Stimpson, 1871)
- Macrocoeloma concavum Miers, 1886
- Macrocoeloma diplacanthum (Stimpson, 1860)
- Macrocoeloma eutheca (Stimpson, 1871)
- Macrocoeloma heptacanthum (Bell, 1835)
- Macrocoeloma intermedium Rathbun, 1901
- Macrocoeloma laevigatum (Stimpson, 1860)
- Macrocoeloma maccullochae Garth, 1940
- Macrocoeloma nodipes (Desbonne, in Desbonne & Schramm, 1867)
- Macrocoeloma septemspinosum (Stimpson, 1871)
- Macrocoeloma subparellelum (Stimpson, 1860)
- Macrocoeloma trigona (Dana, 1852)
- Macrocoeloma trispinosum (Latreille, 1825)
- Macrocoeloma villosum (Bell, 1835)